# Expedition Heimat
Die Expedition Heimat ist eine Veranstaltung des Rheinisch-Bergischen Kreises, die bisher in den Jahren 2008 bis 2015 an jedem zweiten Sonntag im September stattfand. Jede Expedition umfasste acht gleichbleibende Themen, die jedes Jahr wechselnd einer der acht Städte und Gemeinden des Kreises zugeordnet wurden. Zusätzlich gab es Wanderungen für alle, eine Extra-Tour für geübte Wanderer und Expeditionen für Kinder.
Als Nachfolgeaktion wurde ab 2017 Expedition Heimat 2.0 initiiert (siehe unten).

## Themen
- Quellen, Bäche, Wasserläufe
- Rasen, Rosen & Rabatten
- Freiherrn, Fürsten, Fabrikanten
- Kirchen, Klöster & Kapellchen
- Bänder, Scheren & Papier
- Wälder, Felder, Apfelbäume
- Korallen, Kalk & Kumpel
- Karren, Pilger, Reisewege

Sechs Städte, zwei Gemeinden

Neben dem Kulturbüro des Kreises als Planungs- und Koordinationsstelle wirkten zahlreiche Behörden, Vereine, Kirchengemeinden und Privatpersonen mit. Darunter waren die Stadt- und Gemeindeverwaltungen von Bergisch Gladbach, Burscheid, Kürten, Leichlingen, Odenthal, Overath, Rösrath und Wermelskirchen, der Sauerländische Gebirgsverein, der Bergische Geschichtsverein, der Landesbetrieb Wald und Holz NRW und der Rheinisch-Bergische Naturschutzverein. Die Begrüßungs- und Eröffnungsreden hielten in der Regel die Bürgermeister.
Gleichzeitig ist dieser zweite Sonntag im September der europaweit durchgeführte Tag des offenen Denkmals.
Eine weitere jährliche Veranstaltung zu geschichtlichen Themen war der Tag der Rheinisch-Bergischen Geschichte.

## Expedition 2008

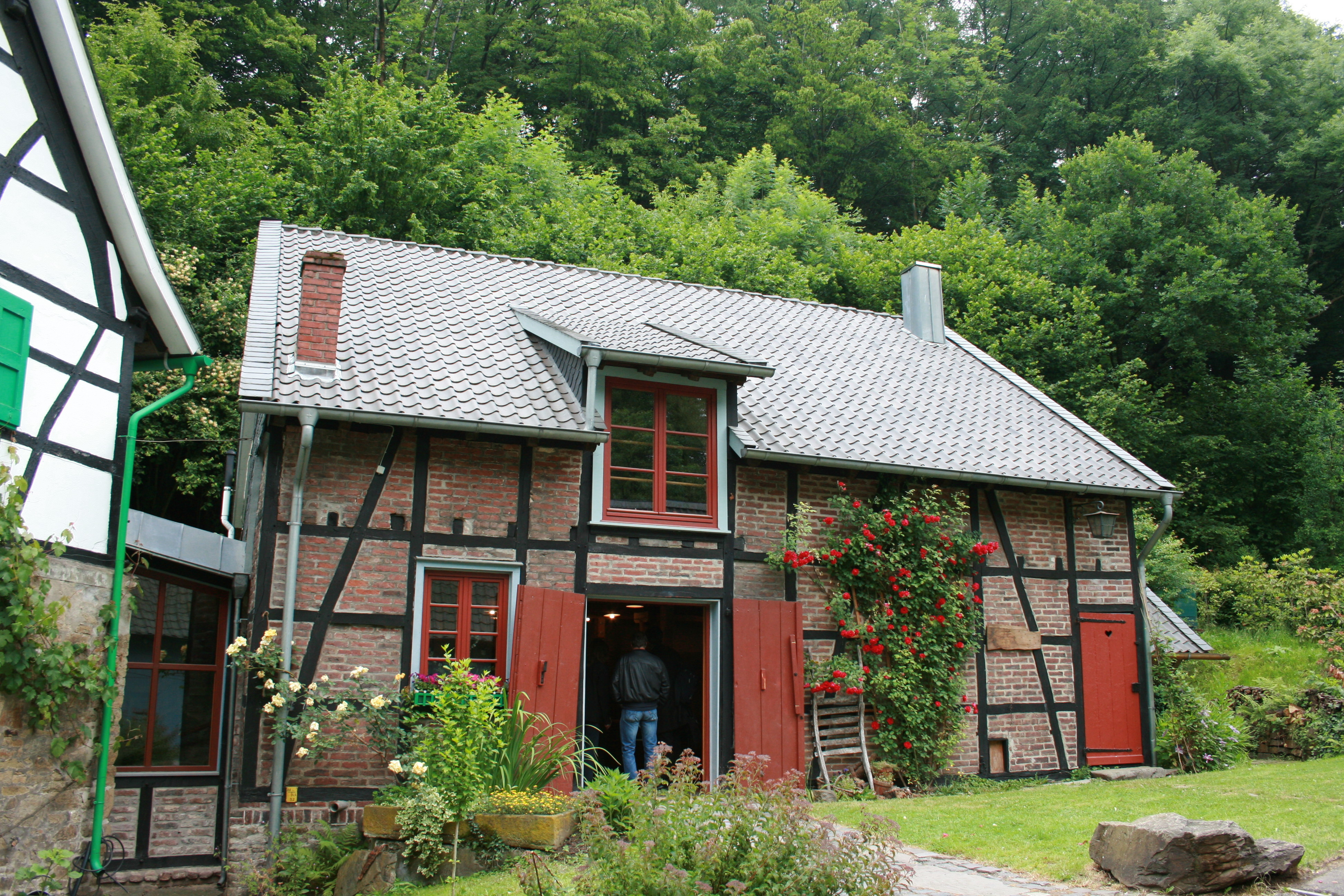
Lambertsmühle

- Quellen, Bäche, Wasserläufe in Burscheid

Im Mittelpunkt stand die Lambertsmühle im Wiembachtal. Die Gebäude aus dem 18. Jahrhundert stehen seit 1983 unter Denkmalschutz. Der Mühlenbetrieb wurde 1956 eingestellt. Heute befindet sich dort ein Heimatmuseum. Zu den Programmpunkten gehörten in der Musikstadt Burscheid die Platzkonzerte eines Tuba-Quartetts und eines Bläserkreises. Die Kinder konnten Nistkästen für Vögel bauen.
- Rasen, Rosen & Rabatten in Overath

Das Areal von Gut Eichthal stand im Mittelpunkt von Führungen und einer Ausstellung. Ein Video der Künstlerin Viola Kramer befasste sich mit dem Kunst-Projekt Zaunkönig – Gärten auf Zeit. Die Musikschule Rösrath-Overath spielte Musikstücke unter dem Thema Gartenklänge.
- Freiherrn, Fürsten, Fabrikanten in Rösrath

Die Expedition konzentrierte sich auf die ehemaligen Fabrikhallen der Firma Reusch, sowie die Villen und Gärten der Fabrikantenfamilie Reusch in Hoffnungsthal.
- Kirchen, Klöster & Kapellchen in Wermelskirchen

An diesem Tag konnte die normalerweise außerhalb der Gottesdienstzeiten geschlossene evangelische Kirche in Dhünn besichtigt werden. Die ältesten Gebäudeteile stammen aus dem 12. Jahrhundert. Das spätbarocke Kirchenschiff wurde 1769–1772 erbaut. Bei den Führungen wurden auch die laufenden Sanierungsmaßnahmen an Turm und Westseite erklärt. Die Kirche war das Ziel einer Wanderung, die am Busbahnhof in Wermelskirchen begann. Für Musikliebhaber gab es eine Orgelandacht.
- Bänder, Scheren & Papier in Leichlingen

Hier konnte das Haus Hülstrung 49, das älteste Fachwerkhaus im Rheinisch-Bergischen Kreis, besichtigt werden. Für die Restaurierung dieses Anfang des 16. Jahrhunderts erbauten Hauses erhielten die Eigentümer im Jahr 2006 den Rheinischen Denkmalpreis. Dieses Haus und weitere Fachwerkhäuser waren Thema einer geführten Denkmalwanderung. Die Besucher konnten eine Ausstellung rheinischer Gebrauchskeramik besichtigen und die Kinder sich im Töpfern üben. Die SPILLYK (eine modernisierte Fassung des Wortes Spillück, also Spielleute) spielten Bergische Dudelsackmusik.
- Wälder, Felder, Apfelbäume in Odenthal

Nicht der berühmte Altenberger Dom war Gegenstand der Führungen, sondern die Wasserbaukunst der Zisterziensermönche und die Infrastruktur des Klosters um die Kirche herum. Auch ein Vortrag anhand des Sartor-Stiches von 1707 befasste sich mit der Klosterlandschaft. Die Wanderung führte zur Burg Berge, der Wiege des Bergischen Landes.
- Korallen, Kalk & Kumpel in Bergisch Gladbach

Die Kalkindustrie war lange Zeit ein sehr wichtiger Wirtschaftszweig der Stadt. Die beiden Kalköfen der Firma Cox, heute mitten in der Stadt gelegen, sind die letzten von ursprünglich achtzig Öfen. Sie wurden 1852 gebaut, bis 1935 genutzt und bis 2007 restauriert. Sie stehen unter Denkmalschutz. Die Wanderung führte zu den geologischen Grundlagen der Kalkindustrie, den Korallenriffen aus dem Devon vor etwa 360 Millionen Jahren. Auch die Kinder waren mit Hämmerchen und Lupe zu dieser Expedition in die ehemaligen Kalkgruben eingeladen.
- Karren, Pilger, Reisewege in Kürten

Unter dem Titel Jakobswege wurden zwei Wanderungen zur St. Jakobus-Kapelle in Kürten-Spitze angeboten. Es gab Musik wie auf den Pilgerwegen in Mittelalter und Renaissance und einen Vortrag Unterwegs zum Haus des Apostels. Für Pilgerkinder gab es eine Rallye mit einer Belohnung.

## Expedition 2009

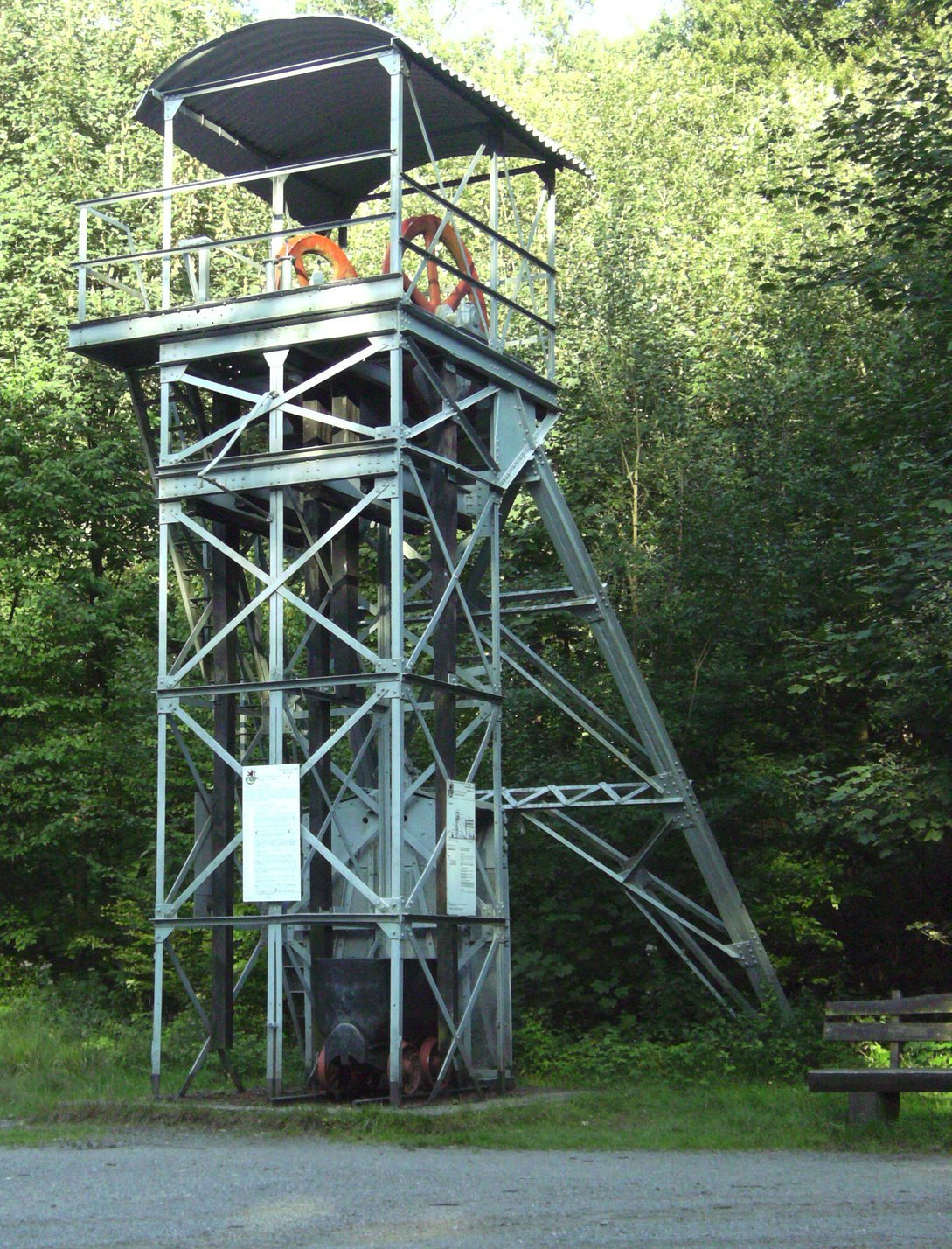
Förderturm am Franziska-Schacht

- Quellen, Bäche, Wasserläufe in Odenthal

Die Meute-Mühle im Scherfbachtal war das Beispiel für die Nutzung der Wasserkraft. Sie war bis 1965 in Betrieb und ist als einzige von fünf Mühlen an der Scherf mit Graben, Teich und Mahlwerk weitgehend erhalten. Eine Sammlung funktionstüchtiger Mühlenmodelle konnte im Ortskern von Odenthal besichtigt werden. An beiden „Mühlenstandorten“ konnten die Kinder spielend die Kraft des Wassers kennenlernen und selbst lenken.
- Rasen, Rosen & Rabatten in Bergisch Gladbach

Die Gartenanlage von Schloss Bensberg war Thema von Führungen, eines Vortrages und einer Fotoausstellung. Der Park wurde beim Bau des Schlosses 1703–1711 nicht angelegt und die heutige Anlage ist daher einem Barockgarten nachempfunden. Welche Elemente für einen Barockgarten typisch waren, wurde auch den Kindern vermittelt, die eigene Gartenmodelle gestalten konnten.
- Freiherrn, Fürsten, Fabrikanten in Wermelskirchen

Wesentlich schlichter als Schloss Bensberg, aber auch aus dem 18. Jahrhundert stammen die Häuser Eich 6 bis 8. Mit Führungen zur Baugeschichte und Erklärungen zu den Bewohnern waren diese Häuser als „Museum für einen Tag“ öffentlich zugänglich.
- Kirchen, Klöster & Kapellchen in Leichlingen

Mitten im historisch gewachsenen Ortskern von Witzhelden steht die evangelische Kirche. Mit ihrem wuchtigen spätromanischen Turm war sie Ziel mehrerer Führungen durch den Ortskern. Verschiedene Modelle der Vorgängerbauten und archäologische Funde konnten besichtigt werden. Eine Flötengruppe, ein Kinderchor, ein Singkreis, die Kirchenband und ein Organist gaben Konzerte. Geschichten wurden auf Bergisch Platt erzählt und eine Bergische Kaffeetafel angeboten.
- Bänder, Scheren & Papier in Burscheid

Eine seltene Gelegenheit bot sich den Teilnehmern der Expedition Heimat beim Besuch der Thielenmühle. Das denkmalgeschützte Gebäude von 1782 wurde zu dieser Zeit saniert. Die privaten Bauherren konnten anhand von Fotos die bereits geleisteten Arbeiten zeigen und alte Handwerkstechniken erklären. Ein Fachmann gab Informationen zum Thema Denkmalschutz.
- Wälder, Felder, Apfelbäume in Kürten

Junkermühle ist ein ländlicher Wohnplatz mit den Resten einer Burg. Führungen durch die Eigentümer machten Geologie und Kulturgeschichte deutlich. Kinder konnten an verschiedenen Naturexpeditionen und zusammen mit ihren Eltern an Kutschfahrten teilnehmen.
- Korallen, Kalk & Kumpel in Rösrath

Ein heute im Wald verstecktes Wahrzeichen für fast zweitausend Jahre Bergbau am Lüderich ist der Förderturm am Franziska-Schacht. Der Turm war Treffpunkt der Führungen zum römischen und mittelalterlichen Bergbau durch Herbert Stahl und zum modernen Bergbau durch Herbert Ommer.
- Karren, Pilger, Reisewege in Overath

Aus Anlass des Hungerjahres 1740 wurden im Jahr 1741 sieben Standbilder gestiftet, die den Leidensweg Christi darstellen. Sie wurden als Fußfälle am alten Fußweg von Overath nach Marialinden aufgestellt. Über diesen heute wenig genutzten Weg führten zwei Wanderungen vom Berg ins Tal. Vorträge befassten sich mit Wallfahrten und Pilgern, mit dem Fußfallbeten und anderen Jenseitsvorsorgen. Zeitgleich mit einer Führung durch die Wallfahrtskirche St. Mariä Heimsuchung und den Ort wurden den Kindern Märchen erzählt.
Die Wanderungen führten
- vom Milchborntal zum Schloss Bensberg
- vom Busbahnhof Leichlingen nach Witzhelden und zur Thielenmühle in Burscheid
- von der Kirche in Witzhelden zur Thielenmühle
- von Overath-Mitte über das Lombachtal nach Marialinden und entlang der Fußfälle zurück zum Ausgangspunkt.

Die Extra-Tour führte durch das Scherfbachtal in Odenthal.

## Expedition 2010
- Quellen, Bäche, Wasserläufe in Overath

Mit Wasserburgen im Bergischen Land – ein vergessenes Thema beschäftigte sich ein allgemeiner Vortrag, mit Großbernsau – mehr als eine Sagengeschichte ein spezieller Vortrag. Die Ruine der Burg Großbernsau konnte bei mehreren Führungen besichtigt werden.
- Rasen, Rosen & Rabatten in Wermelskirchen

Manchmal wird er der „Melaten von Wermelskirchen“ genannt, der Stadtfriedhof an der Berliner Straße. Zwei Führungen beschäftigten sich mit der Geschichte und dem Erhalt dieses historischen Friedhofs. Ein Vortrag stellte die Friedhofskultur nach 1800 dar.
- Freiherrn, Fürsten, Fabrikanten in Leichlingen

Zur Geschichte von Haus Vorst gab es eine Ausstellung aus Beständen des Stadtarchivs. Im Haus selbst führten die Eigentümer die Besucher durch die Räume des Erdgeschosses und auf die Terrasse, die einen weiten Blick über das Tal der Wupper erlaubt. Passend zur Ritterromantik konnten die Kinder „Flitzebogen“ bauen.
- Kirchen, Klöster & Kapellchen in Kürten

In Führungen und Vorträgen wurden die katholische Kirche St. Margareta in Olpe (Kürten) und die evangelische Kirche in Delling gegenübergestellt. St. Margareta wurde um 1900 als imposantes neugotisches Bauwerk errichtet. Im Kontrast dazu steht das schlichte Gotteshaus in Delling.
- Bänder, Scheren & Papier in Rösrath

Die denkmalgeschützte Turbinenanlage der ehemaligen Firma Stark und Biedermann besteht aus Wehr, Ober- und Untergraben und der Turbine mit Turbinenhaus. Die Fontain’sche Wasserturbine aus den 1890er Jahren diente der Stromerzeugung und nutzte dafür das Wasser der Sülz.
- Wälder, Felder, Apfelbäume in Bergisch Gladbach

Am nördlichen Rand des Königsforstes liegt das Forsthaus Steinhaus. Der Wohnplatz wurde bereits 1403 urkundlich erwähnt. Das Gebäude wurde in den 1740er Jahren in spätbarockem Stil mit Kölner Decken ausgebaut. Es fanden Führungen durch das Haus und in seine nähere Umgebung statt. Informationen zur Natur gab es bei Vorträgen zu Apfelbäumen, zu Bienen, zum Königsforst und seiner Geschichte und zur Jagd durch Fürsten und Könige. Für die Kinder gab es Bastelaktionen.
- Korallen, Kalk & Kumpel in Odenthal

Hier standen drei Schauplätze zur Auswahl:
- das Naturdenkmal Rösberg, bei dem die erdgeschichtliche Entwicklung von 360 Millionen Jahren ersichtlich ist
- der Steinbruch Funkenhof, in dessen Bereich sich während des Zweiten Weltkrieges Schützengräben befanden
- Osenau mit der Grauwacke, die auch als „Bergisches Gold“ bezeichnet wird. Hier stellten Künstler ihre Werke aus und es gab Brot frisch aus dem „Backes“ (Backofen).

- Karren, Pilger, Reisewege in Burscheid

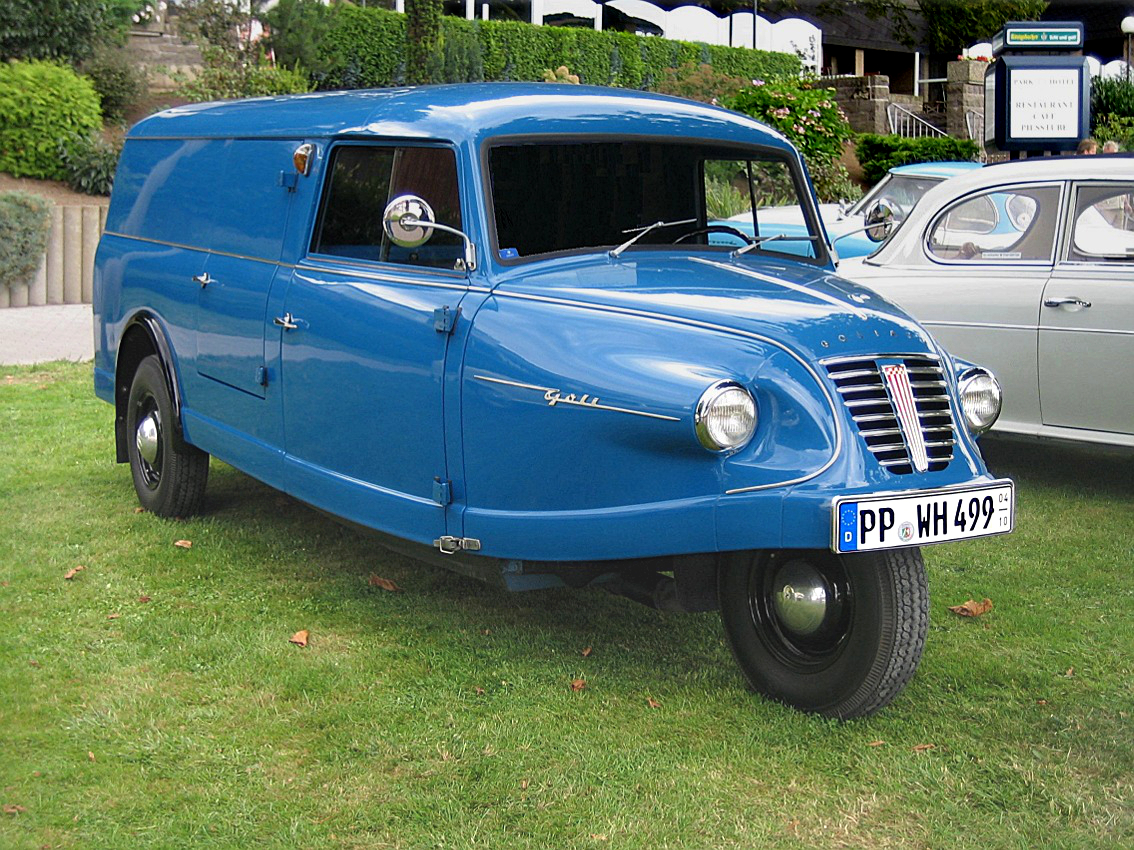
Dreirad-Transporter von 1959

Ganz dem Thema entsprechend stand hier eine Straße im Mittelpunkt, die heutige Bundesstraße 51. Ein Vortrag befasste sich mit ihrer Geschichte. Harry Böseke erzählte in seiner Rolle als bergischer Fuhrmann vom Leben auf der Straße in den alten Zeiten. Eine Zeitreise war die Fahrt mit dem Oldtimer-Bus. In die 1950er Jahre führte eine Ausstellung von Oldtimer-Nutzfahrzeugen wie Zugmaschinen, Dreirädern und Lastwagen.
Die Wanderungen führten
- von Forsbach über den Tütberg und die Brüderstraße zum Forsthaus Steinhaus
- links und rechts der alten Landstraße von Wermelskirchen nach Burscheid
- vom Rathaus in Kürten zu den Kirchen in Olpe und Delling
- vom Stadtpark in Leichlingen als ortsgeschichtlicher Spaziergang nach Haus Vorst

Die Extra-Tour führte vom Naturdenkmal Rösberg über Odenthal-Zentrum zum Funkenhof nach Osenau.

## Expedition 2011
- Quellen, Bäche, Wasserläufe in Wermelskirchen

Nach der Kirche in Dhünn, den Häusern Eich und dem Stadtfriedhof standen 2011 das idyllische Eifgenbachtal und die Nutzung der Wasserkraft im Mittelpunkt eines Vortrages und einer Wanderung. In der Neuemühle wurde Brot gebacken. Günter Blömer stellte seine funktionstüchtigen Mühlenmodelle aus. Die Kinder konnten unter Anleitung einer Museumspädagogin des Papiermuseums Alte Dombach Wasserräder basteln und direkt im Eifgenbach ausprobieren.
Für Wanderer stand der Bergische Wanderbus zwischen Wermelskirchen und Odenthal zur Verfügung.
- Rasen, Rosen & Rabatten in Leichlingen

Der Park von Schloss Eicherhof ist ein englischer Landschaftsgarten, der heute nur noch ein Drittel seiner ursprünglichen Fläche umfasst. Er wurde in der zweiten Hälfte des 19. Jahrhunderts von dem Königlichen Hofgartendirektor Joseph Clemens Weyhe gestaltet. Zwei Führungen befassten sich mit dem Park, ein Vortrag mit dem Gartenarchitekten Weyhe.
Die Kinder konnten in besonderen „Unterrichtsstunden“ der Waldschule Schloss Heiligenhoven lernen, woran die verschiedenen Bäume zu erkennen sind und wie man das Alter eines Baumes bestimmt.
- Freiherrn, Fürsten, Fabrikanten in Bergisch Gladbach

Die Geschichte von Haus Blegge, früher auch Haus Blech genannt, lässt sich bis in das 13. Jahrhundert zurückverfolgen. Die heute existierende barocke Anlage wurde in den Jahren 1758 bis 1762 geschaffen. Hermann J. Mahlberg schreibt die Um- und Neubauten dem Architekten und Bildhauer Johann Georg Leydel zu.
Ein bekannter Bewohner des Hauses war Vincenz von Zuccalmaglio, genannt Montanus, der dort von 1835 bis 1845 mit seiner Familie lebte.
Drei Vorträge befassten sich mit Leydel, Montanus und der Geschichte des Hauses.
- Kirchen, Klöster & Kapellchen in Burscheid

Im protestantischen Hilgen entwickelte sich erst nach 1945 eine katholische Kirchengemeinde. 1953 bauten die katholischen Christen mit großem persönlichem Einsatz eine eigene Kirche Liebfrauen nach den Plänen des Architekten Dominikus Böhm. Einige Zeitzeugen berichteten von ihrem Engagement. Ein kunsthistorischer Vortrag behandelte die Besonderheiten in Architektur und Ausstattung.
Der Goldschmied und Künstler Hanns Rheindorf schuf für diese Kirche den Tabernakel und die Kreuzwegstationen aus Emaille. Kinder und Erwachsene konnten in zwei Workshops die Herstellung von Schmuckstücken aus Emaille kennenlernen.
- Bänder, Scheren & Papier in Overath

Bis 1995 existierte in Steinenbrück die Textilfabrik Flocke. Mindestens 600 Jahre wurde an dieser Stelle die Wasserkraft der Sülz genutzt, zuerst für Mühlen und im 20. Jahrhundert für Maschinen. Ein Vortrag beleuchtete diese lange Nutzungszeit. Die noch existierende Turbinenanlage konnte besichtigt werden.
- Wälder, Felder, Apfelbäume in Rösrath

Die Wahner Heide als Bauernland, Truppenübungsplatz und Naturschutzgebiet wurde in zwei Führungen durch den Biologen Thomas Stumpf vorgestellt. Die Familie Stumpf unterhält am Rand des Naturschutzgebietes den Ziegenhof mit landschafts- und artgerechter Tierhaltung.
Der Journalist und Heimatforscher Guido Wagner führte durch das Kinder- und Jugenddorf Stephansheide mit der Stephanuskapelle, während des Zweiten Weltkrieges das Kriegsgefangenenlager „Hoffnungsthal“.
- Korallen, Kalk & Kumpel in Kürten

Zu den 360 Millionen Jahre alten Spuren des devonischen Meeres und zu den Spuren des Bergbaus in Mittelalter und Neuzeit führten eine längere Wanderung und ein Rundweg auf dem Bechener Eselspfad.

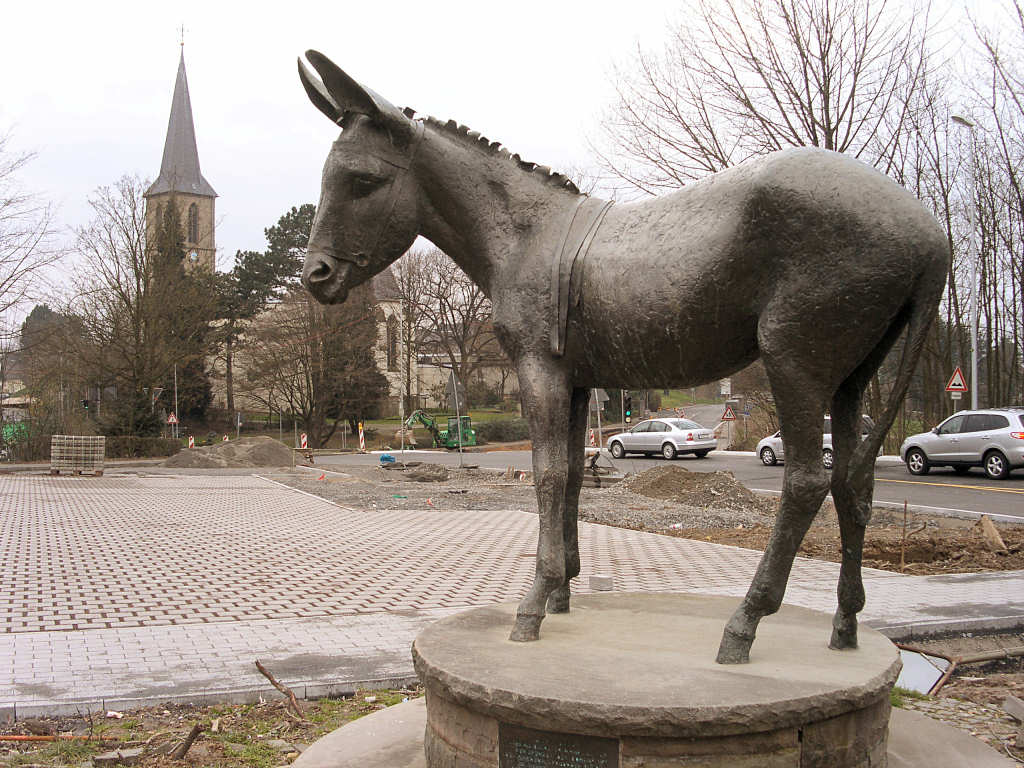
Der Esel, das Wappentier von Bechen

- Karren, Pilger, Reisewege in Odenthal

Die historischen Wege, Straßen und Dhünn-Übergänge wurden bei zwei Führungen erwandert, die der Verein Landschaft und Geschichte durchführte. Im Bürgerhaus wurden alte Fotos sowie historische und aktuelle Karten ausgestellt.

## Expedition 2012

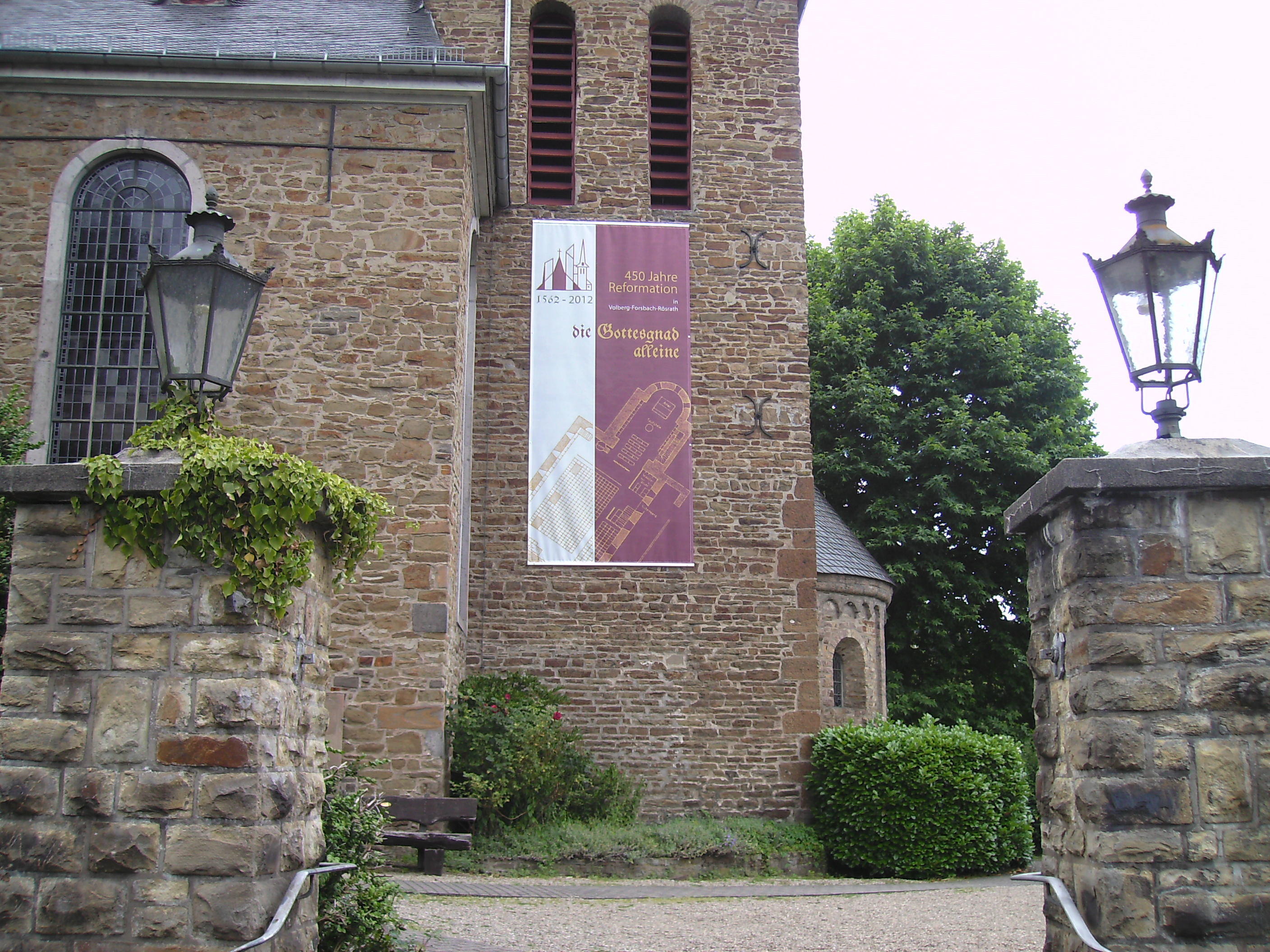
Volberger Kirche mit Jubiläumsschmuck

- Quellen, Bäche, Wasserläufe in Kürten

Zwei Wanderungen führten in das Tal der Olpe. Zahlreiche Mühlen haben bis ins 19. oder sogar 20. Jahrhundert die Wasserkraft dieses Baches genutzt. Dieser Kürtener Mühlenweg ist einer von 24 lokalen Streifzügen, die im Rahmen des Bergischen Wanderlandes eingerichtet wurden oder noch werden. Ein Vortrag stellte die harte Arbeit der Müller dar.
- Rasen, Rosen & Rabatten in Burscheid

Im Bauerngarten an der Lambertsmühle wachsen zahlreiche Obst- und Gemüsesorten, die typisch sind für das Bergische Land, seine Böden und sein Klima. Bei zwei Führungen ging es „auf in den Garten“. Die Historikerin Gabriele Emrich brachte in ihrem Vortrag interessierten Frauen und Männern die bergische Küche und Vorratshaltung näher. Der Garten in der Kiste war eine Mitmachaktion für Kinder, die ihre selbstbepflanzte Kiste mit nach Hause nehmen sollten, um die Entwicklung der Pflanzen zu beobachten.
- Freiherrn, Fürsten, Fabrikanten in Odenthal

Das Schloss Strauweiler ist seit Generationen im Besitz der Familie Sayn-Wittgenstein-Berleburg. Im Rahmen der Expedition Heimat bestand die seltene Gelegenheit, das privat genutzte Gebäudeensemble zu besichtigen. Zwei Vorträge befassten sich mit der Bergischen Burgenlandschaft und einem Villenprojekt aus der Zeit um das Jahr 1900.
- Kirchen, Klöster & Kapellchen in Rösrath

Die Evangelische Kirchengemeinde Volberg-Forsbach-Rösrath feierte 2012 ihr 450-jähriges Bestehen unter dem Motto „die Gottesgnad alleine“. Dabei steht der traditionelle Name Volberg für das heutige Hoffnungsthal. Die Evangelische Kirche Volberg war Mittelpunkt der Veranstaltungen mit Führungen, Vorträgen und Vorführungen an der Orgel.
- Bänder, Scheren & Papier in Wermelskirchen

Bis in die 1960er Jahre war Wermelskirchen fast ein Jahrhundert lang ein Zentrum der deutschen Schuhindustrie. Eine Ausstellung beleuchtete die Kulturgeschichte der Schuhe. Eine Stadtführung und ein Vortrag befassten sich mit den heute noch sichtbaren Zeugnissen der Schuhindustrie wie der Kattwinkelschen Fabrik. Für die Kinder wurden thematisch passende Märchen erzählt wie „Die durchtanzten Schuhe“.
- Wälder, Felder, Apfelbäume in Leichlingen

In der Blütenstadt stand der Obstbau im Zentrum der Expedition Heimat. Eine Wanderung führte entlang des Obstweges. Zwei Vorträge erläuterten die Besonderheiten des Obstanbaus, der Pflege alter Obstsorten, der Züchtung neuer Sorten und schilderten die Geschichte des Leichlinger Obstmarktes seit 1896.
- Korallen, Kalk & Kumpel in Overath

Schon seit der Römerzeit wurde auf dem Lüderich immer wieder nach Erz gegraben. Nachdem im 19. und 20. Jahrhundert zeitweise mehr als tausend Menschen dabei Beschäftigung fanden, wurde das letzte Bergwerk im Jahr 1978 stillgelegt. Ehemalige Hauer und Steiger führten Besucher zum ehemaligen Hauptschacht und zum weithin sichtbaren Förderturm. Am Barbarakreuz, das als ebenfalls weithin sichtbares Zeichen an die Menschen erinnert, die unter Tage ihrer gefährlichen Arbeit nachgingen oder sogar ihr Leben verloren, fand eine Messe mit dem ehemaligen Kölner Weihbischof Klaus Dick statt.
- Karren, Pilger, Reisewege in Bergisch Gladbach

Die Veränderungen, die sich durch die Erschließung ländlicher Gebiete mit ausgebauten Straßen ergaben, wurden am Beispiel des Stadtteils Herrenstrunden deutlich gemacht. Die Veränderung der Landschaft an der Strunde rund um Burg Zweiffel und Malteserkomturei wurde direkt vor Ort beschrieben und gezeigt.

## Expedition 2013

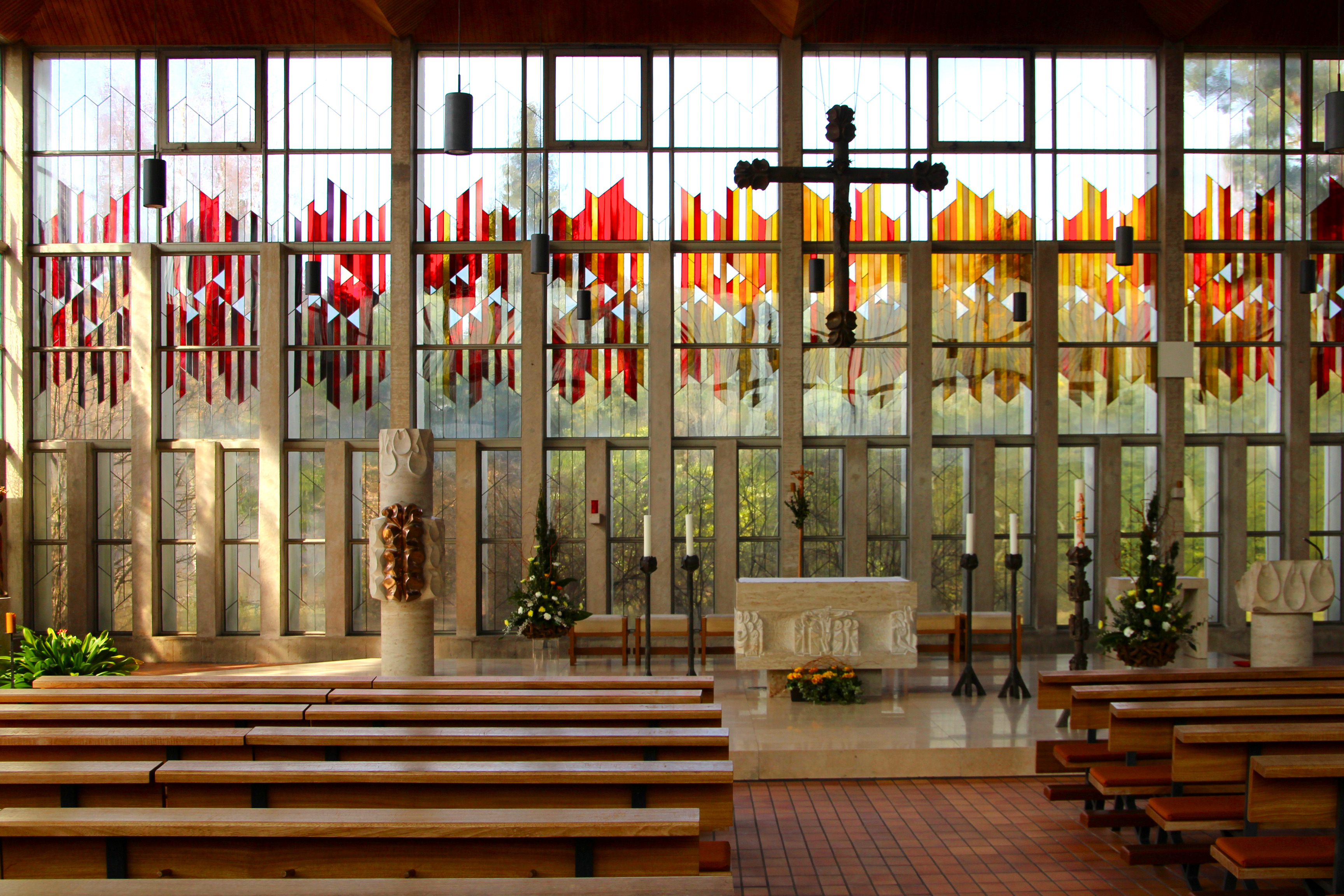
Die lichtdurchflutete Kirche St. Maria Frieden in Eikamp

- Quellen, Bäche, Wasserläufe in Leichlingen

Die Verbesserung der Wasserqualität ist seit Jahren ein weltweit wichtiges Thema. Auch in den beschaulich gelegenen Wipperkotten spielt dies eine Rolle. Die Besucher konnten durch eine Führung im Privatmuseum erfahren, wie sich die Nutzung des Wassers verändert hat und wie das Leben in den Kotten früher war. Die Kotten liegen heute auf dem Gebiet der Stadt Solingen. Die Wupper, die das Wasserrad antreibt, bildet hier die Grenze zu Leichlingen. Die Gebäude stammen aus den 1860er Jahren. Die Vorgängerbauten wurden bereits Anfang des 17. Jahrhunderts in den Pachtlisten der Familie Nesselrode aufgeführt. Diese Adelsfamilie hatte ihren Stammsitz in Haus Nesselrath auf Leichlinger Gebiet.
- Rasen, Rosen & Rabatten in Rösrath

Haus und Garten der Künstlerin Mary Bauermeister bilden eine Welt für sich, die von der Eigentümerin und anderen Künstlern in den vergangenen Jahrzehnten durch vielfältige Ideen geschaffen wurde. Der Architekt Erich Schneider-Wessling hat das Haus der Mitbegründerin des Fluxus in den 1960er Jahren geplant. Er hat dabei die Ideen des Fluxus mit berücksichtigt.
- Freiherrn, Fürsten, Fabrikanten in Kürten

Bei der Expedition 2010 stand die katholische Kirche von Olpe im Mittelpunkt und eine Wanderung führte zu der etwa zwei Kilometer entfernten evangelischen Kirche in Delling. Nunmehr standen die evangelische Kirche und das Alte Pastorat im Fokus. Das Pastorat ist das ehemalige Burghaus der Familie Mosbach genannt Breidenbach aus Oberbreidenbach. Es steht heute unter Denkmalschutz. Eine Wanderung unter dem Titel Von Burg zu Burg führte von Delling nach Olpe.
- Kirchen, Klöster & Kapellchen in Odenthal

Vier Kirchen waren an diesem Tag zu besichtigen:
- St. Pankratius, die alte romanische Pfeilerbasilika im Zentrum von Odenthal
- St. Engelbert in Voiswinkel, erbaut 1961–1963 nach Plänen von Herbert Herrmann
- St. Maria Frieden in Eikamp, erbaut nach Plänen von Erwin Schiffer, der auch die Heilig-Geist-Kirche in Rösrath-Forsbach und St. Ludger in Düsseldorf-Bilk entworfen hat
- St. Michael in Neschen, erbaut 1960–1962 nach Plänen von Bernhard Rotterdam, dem Architekten zahlreicher Kirchenbauten im Rheinland.

- Bänder, Scheren & Papier in Bergisch Gladbach

Zahlreiche Handwerker zeigten im Bergischen Museum für Bergbau, Handwerk und Gewerbe die Herstellung ihrer Produkte nach alter Väter Sitte. Das Bergische Land war bis zur industriellen Revolution Anfang des 19. Jahrhunderts eine wirtschaftlich wichtige Region mit Tuchwebern und Garnbleichern, Färbern und Bandwirkern, Klingen- und Schneidwarenherstellern, Leder- und Papierproduzenten.
- Wälder, Felder, Apfelbäume in Overath

Der Kleine Heckberg ist die höchste Erhebung im Rheinisch-Bergischen Kreis. Zwei Führungen durch Dr. Detlev Arens und Herbert Ommer befassten sich mit den dort wachsenden speziellen Pflanzen und den Spuren des Bergbaus.
- Korallen, Kalk & Kumpel in Burscheid

Jahrhundertelang konnte aus den Lößlehmvorkommen in und um Burscheid der Rohstoff für Feldbranntziegel gewonnen werden. Die letzte Ziegelei wurde 1942 geschlossen. Eine Führung befasste sich mit den Spuren des Ton- und Erzabbaus, ein Vortrag in der Kulturscheune mit der Ziegelindustrie im Bergischen am Beispiel Burscheids.
- Karren, Pilger, Reisewege in Wermelskirchen

Eine Führung begann in Rausmühle im Eifgental und „Durch diese hohle Gasse… “ hinauf zur Berliner Straße, einem Teilstück der Bundesstraße 51. Eine Multivision zur Straße wurde im Kino gezeigt. Daran schloss sich eine Begehung vom Markt bis zur Mozartstraße an. Bereits 1775 wurde die Wermelskirchener Chaussee fertiggestellt und dann im Laufe der Jahrhunderte mehrfach um- und ausgebaut.

## Expedition 2014

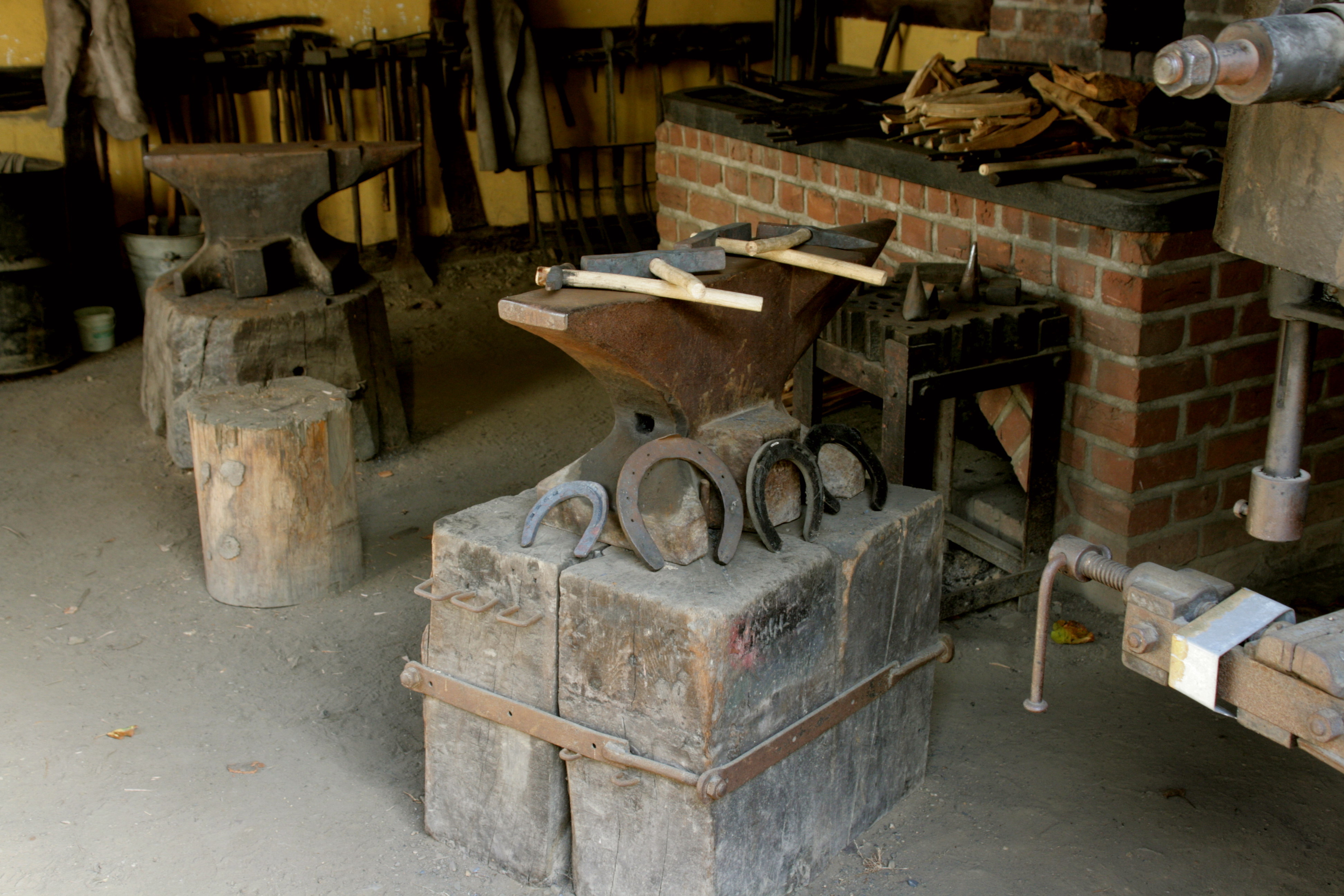
Schmiede im Bergischen Museum für Bergbau, Handwerk und Gewerbe

- Quellen, Bäche, Wasserläufe in Rösrath

Die Sülz prägt bis in die Gegenwart die Entwicklung von Hoffnungsthal und Rösrath. Sie war die Energiequelle für Mühlen, Hammerwerke und Turbinen. Dank der Stromgewinnung aus Wasserkraft wurde Hoffnungsthal schon 1902 mit elektrischem Strom versorgt. Nach dem Bau der Eisenbahn von Köln ins Sülztal entwickelte sich Hoffnungsthal ab 1910 zu einem beliebten Ausflugsziel für Erholungssuchende aus der Großstadt. Sie nutzten gerne die Ruderboote auf dem Fluss oberhalb eines kleinen Staudamms. Ab 1928 war das Waldschwimmbad „Ammerland“ an der Sülz zwischen Hoffnungsthal und Rösrath ein weiterer Anziehungspunkt, besonders für die Jugend. Als 1937 das Freibad in Hoffnungsthal eröffnet wurde, verlor das Schwimmbad am Fluss nach und nach an Bedeutung. Unterhalb des „Ammerlandes“ wird heute noch ein Teil des Sülzwassers in den Mühlengraben geleitet. Das Wasser treibt keine Mühle mehr an, ist aber für die Ökologie der Sülzaue und den Erhalt von Schloss Eulenbroich von großer Bedeutung. Am Stauwehr des Mühlengrabens beginnt der Campingplatz, der sich einige hundert Meter flussabwärts an der Sülz entlangzieht.
Über die Campingkultur, wie sie auch seit 1973 von der Campinggemeinschaft Rösrath gepflegt wird, hielt ein Experte des Freilichtmuseums Lindlar einen Vortrag. Ein Mitarbeiter der Biologischen Station Rhein-Berg erklärte bei einem ökologischen Spaziergang Fauna und Flora der Sülzaue. Geschichte und Geschichten rund um die Sülzaue standen im Mittelpunkt eines historischen Spaziergangs mit einem „alten Hoffnungsthaler“.
- Rasen, Rosen & Rabatten in Odenthal

Für die Versorgung der Mönche und Nonnen in Klöstern wie Altenberg waren eine eigene Landwirtschaft und eigene Gärten unerlässlich. Mehrere Führungen durch den Kräuter- und Bauerngarten zeigten die Pflanzenvielfalt, die bei den örtlichen Gegebenheiten von Boden und Klima möglich ist. Auch das Wissen um die Heilkraft der Kräuter wurde dabei angesprochen. Ein Zisterzienserpater, der auch Botaniker und Kulturhistoriker ist, ging in seinem Vortrag der Frage nach, ob die Klostergärten gegenwärtig eine Renaissance erleben.
- Freiherrn, Fürsten, Fabrikanten in Overath

Die Burgen- und Schlösserlandschaft des Bergischen Landes, speziell des Raumes Overath, war das Thema eines Vortrages in Gut Eichthal. Eine Extra-Tour führte vom Kulturbahnhof in Overath nach Gut Herrenhöhe, das bereits 1470 erwähnt wurde, also seit mehr als fünfhundert Jahren landwirtschaftlich genutzt wird. Das Anwesen ist denkmalgeschützt. Danach schloss sich ein Besuch des Rheinischen Adelsarchivs in Schloss Ehreshoven an.
- Kirchen, Klöster & Kapellchen in Bergisch Gladbach

Die katholische Kirchengemeinde St. Antonius Abbas in Herkenrath feierte 2014 ihr 1000-jähriges Bestehen. Die heutige Pfarrkirche enthält Bauteile aus dem 12. Jahrhundert. Ein Vorgängerbau, von dem Fundamentreste erhalten sind, wird von Archäologen etwa auf das Jahr 1000 datiert. Mit dieser 1000-jährigen Kirchenbautradition befasste sich ein Vortrag zu Romanik und Moderne. In einem weiteren Vortrag wurde die Heiligenverehrung damals und heute dargestellt. Bei einem Spaziergang durch Herkenrath schilderte ein Mitglied der Kirchengemeinde die vielfältigen Beziehungen zwischen Kirche und Dorf.
- Bänder, Scheren & Papier in Kürten

Bis in die 1950er Jahre gab es in vielen bergischen Dörfern eine Schmiede. Hufeisen für die Pferde, Beschläge für die hölzernen Karrenräder, Sensen, Forken, Eggen, Pflüge und so weiter wurden in diesen Handwerksbetrieben für den örtlichen Bedarf hergestellt und repariert. Die Veränderungen in der Landwirtschaft, bei Handwerk und Industrie ließen die oft über Generationen vererbten Schmieden verschwinden.
In einer alten Schmiede in Delling wurde die Herstellung von Hufeisen vorgeführt. In einem Mini-Workshop konnten die Besucher das Schmieden eines Hufeisens ausprobieren. Ein Vortrag beleuchtete die Geschichte der Schmiede-Familien in Kürten.
- Wälder, Felder, Apfelbäume in Burscheid

Ein Vortrag über Höfe entlang der alten Heerstraße stimmte auf die Besichtigung des Hauses Höfchen ein. Das Gutshaus wurde um 1820 erbaut. Seit über siebzig Jahren betreibt der Bayer-Konzern auf den umliegenden Ländereien ein Versuchsgut mit den Schwerpunkten Obst, Gemüse und Klimawandel. Das Haus und das Gut mit Wetterstation und Bienenhaus wurden bei verschiedenen Führungen vorgestellt.
- Korallen, Kalk & Kumpel in Wermelskirchen

Schon in der Römerzeit wurde im Bergischen Land Bergbau betrieben. Auch in der Folgezeit, in Wermelskirchen bis ins 19. Jahrhundert, gab es immer wieder Versuche, „sein Glück im Berg“ zu finden. Eine montanarchäologische Wanderung führte zu den Relikten der Gruben „Braver Mann“ und „Primus“ im Tal der Dhünn.
- Karren, Pilger, Reisewege in Leichlingen

In einem Vortrag und bei zwei Führungen wurde die Geschichte der Bahnhofstraße lebendig. Seit 1867 prägt diese Straße das Stadtbild. Schwerpunkt der Betrachtungen war die Zeit um 1900. Bei der Extra-Tour konnte das Privathaus Nr. 21, eine 1898 erbaute Stadtvilla, besichtigt werden. Historische Bilder der Straße wurden im Café Bahnhofstraße 20 ausgestellt.

## Expedition 2015

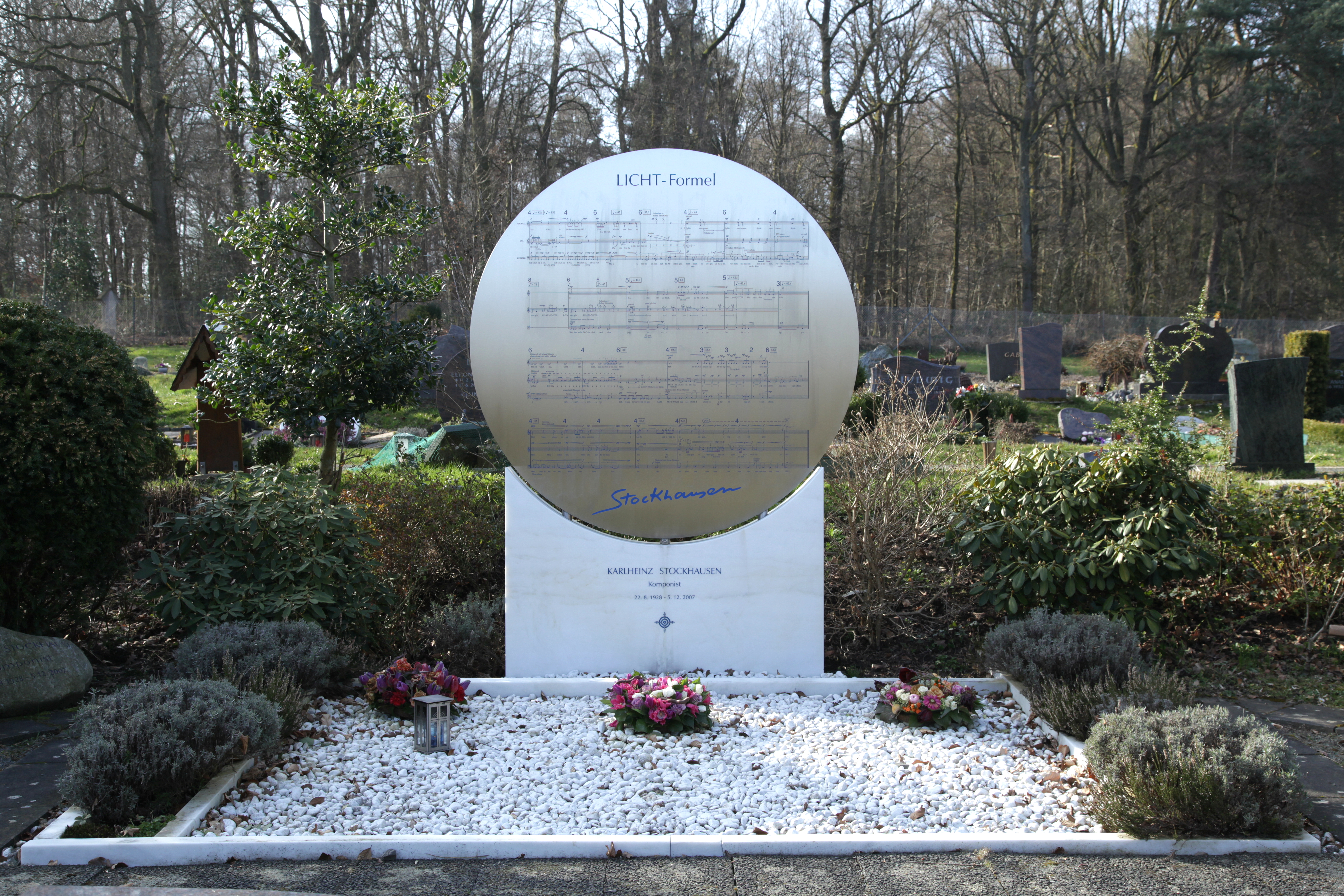
Grab von Karlheinz Stockhausen

- Quellen, Bäche, Wasserläufe in Bergisch Gladbach

Zwei Wanderungen entlang des Lerbachs und durch das Milchborntal zeigten die Bedeutung auch kleiner Gewässer für die Menschen einer Großstadt. Beide Wanderungen am Mittag und Nachmittag führte der Umweltexperte Mark vom Hofe durch. Sie begannen am Naturfreundehaus Hardt.
- Rasen, Rosen & Rabatten in Kürten

Auf dem Waldfriedhof der immer noch ländlich geprägten Gemeinde Kürten ist der berühmte Komponist Karlheinz Stockhausen beerdigt. Nach einer musikalischen Darbietung war ein Besuch der Grabstätte möglich.
Der Kreuzweg oberhalb des Waldfriedhofes wurde vom katholischen Seelsorger bei zwei Rundgängen näher erklärt. Ein Vortrag befasste sich mit Friedhöfen im Wandel.
- Freiherrn, Fürsten, Fabrikanten in Burscheid

Haus Landscheid wurde bereits im 14. Jahrhundert als Rittersitz erwähnt. Die heutigen Gebäude wurden im 18. Jahrhundert errichtet. In den Jahren 2009/2010 wurden sie saniert und erweitert. Seitdem befinden sich dort ein Hotel mit Restaurant und eine Tagesklinik. Zwei Vorträge beleuchteten die lange Geschichte und die aufwändige Sanierung. Danach bestand die Möglichkeit zur Besichtigung des Hauses.
- Kirchen, Klöster & Kapellchen in Overath

Im jahrhundertelang katholisch geprägten Overath ist die Kirche St. Mariä Heimsuchung in Marialinden ein weithin sichtbares Zeichen der Frömmigkeit. Die katholische Kirchengemeinde feierte im Sommer 2015 ihr 500-jähriges Bestehen. Die evangelischen Christen, die nach dem Zweiten Weltkrieg nach Overath kamen, bauten die Versöhnungskirche in Overath-Mitte und die Friedenskirche in Neichen. Zwei Vorträge befassten sich mit den Architekten Otto Bartning und Peter Paul Smrha. Ein weiterer Vortrag beleuchtete Wallfahren im Rheinland.
- Bänder, Scheren & Papier in Odenthal

Der Altenberger Dom war jahrhundertelang Klosterkirche der Zisterzienser. Nach der Säkularisation von 1803 wechselten mehrfach die Eigentümer. Das Gebäude wurde zeitweise als Fabrik genutzt. 1815 kam es zu einem Feuer, das das Dach zerstörte. Anschließend verfiel der Dom immer mehr. In der ersten Hälfte des 19. Jahrhunderts nutzten zahlreiche Maler die Ruinen als Motive. Ein Vortrag und eine Wanderung zeigten einige Beispiele. Eine zweite Wanderung folgte den Spuren des Dichters Johann Wolfgang von Goethe, des preußischen Kronprinzen Friedrich Wilhelm und des Architekten Karl Friedrich Schinkel. Sie gehörten zu den Prominenten, die den Tourismus rund um den Altenberger Dom populär machten. Die Historikerin Gabriele Emrich zeichnete in ihrem Vortrag Kaffeewirtschaft mit Fremdenzimmer die Entwicklung nach.
- Wälder, Felder, Apfelbäume in Wermelskirchen

Das Dhünntal als teilweise versunkene Landschaft mit einer Zukunft als Wasserkompetenzregion war Gegenstand zweier Vorträge. Zwei Rundgänge führten zum Staudamm und zum Entnahmeturm der Großen Dhünntalsperre. Durch angekündigte Änderungen bei der Wasserversorgung erhielt dieses Thema der Expedition Heimat eine überraschende Aktualität.
- Korallen, Kalk & Kumpel in Leichlingen

Die Sandberge an der Stadtgrenze zu Langenfeld sind Hinterlassenschaft eines Meeres, das sich vor 320 Millionen Jahren hier befand. Seit dem Mittelalter und bis in die 1960er Jahre lieferten sie Rohstoffe, zuletzt für die Glasindustrie. Heute weist nur noch der Straßenname Am Sandberg auf diese Bodenformation hin. Zwei Vorträge und eine Exkursion beschäftigten sich damit.
- Karren, Pilger, Reisewege in Rösrath

Besondere Wege konnte man in Rösrath gehen. Der Journalist Bernd Franco Hoffmann, Autor mehrerer Eisenbahnbücher, führte Interessierte auf einer ehemaligen Bahntrasse zum längst stillgelegten und verschwundenen Bahnhof Forsbach. Die Forsbacher haben „ihrem“ Bahnhof im Königsforst ein Denkmal gesetzt. Ein Vortrag mit zahlreichen alten Fotos aus dem Fundus des Geschichtsvereins zeigte die Möglichkeit Auf Schienen und Waldwegen zu Rösrather Lokalen zu gelangen. Der Vortrag fand stilecht im ehemaligen Lokal Whisky Bill in Forsbach statt.

## Flyer
Zu jeder Expedition Heimat gab es einheitlich gestaltete Flyer als Informationsgrundlage. Jedes der acht Themen war auf einer Seite dargestellt. Jedem Thema war eine Farbe zugeordnet. Auf den Rückseiten fanden sich Hinweise zu den Wanderungen, den Programmpunkten für Kinder, dem Tag des offenen Denkmals und allgemeine Tipps. Als Hintergrund der Flyer wurde ein Ausschnitt der Preußischen Generalstabskarte von 1816–1847 gedruckt.

## Expedition Heimat 2.0
Verschiedene Themen der vergangenen Jahre bis 2015 sollen ab 2017 auf neue Art aufgegriffen und tiefergehend beleuchtet werden. Dies geschieht unter der Bezeichnung Expedition Heimat 2.0. Für das Jahr 2017 lautete das Thema Intensive Auseinandersetzung mit Thema Orgel in Kürten.